# Herbert E. Winlock
Herbert Eustis Winlock (* 1. Februar 1884 in Washington, D.C.; † 26. Januar 1950 in Venice, Florida) war ein US-amerikanischer Ägyptologe.

## Jugend und Ausbildung
Herbert Winlock kam aus einer Familie von Astronomen. Sein Vater, William Crawford Winlock, war Sekretär an der Smithsonian Institution, der in Washington, D.C. an dem United States Naval Observatory gedient hatte. Sein Großvater, Joseph Winlock, war der erste Direktor des Harvard-College-Observatoriums. Seine Mutter war Alice Winlock geborene Broom.
Nach dem Besuch der Western High School in Washington, D.C. studierte Herbert Winlock Archäologie und Anthropologie an der Harvard University bei Albert M. Lythgoe (1868–1934), der zu jener Zeit der erste Kurator für Altägyptische Kunst am Museum of Fine Arts in Boston war. Lythgoe erkannte in Winlock einen begabten Studenten und lud ihn ein, mit ihm nach seiner Graduierung nach Ägypten zu gehen. 1906 schloss Winlock sein Studium in Harvard mit Auszeichnung („great distinction“) als Bachelor of Arts (B.A.) ab.

## Praxis in el-Lischt
1906 hatte sich das Metropolitan Museum of Art unter seinem Präsidenten John Pierpont Morgan entschlossen, eine Expedition nach Ägypten auszurichten. Das Museum erhielt eine Konzession für die königliche Nekropole des Mittleren Reiches in el-Lischt. Neben Albert Lythgoe und Herbert Winlock gehörte der englische Ägyptologe Arthur C. Mace (1874–1928) aus Oxford zu dem Ausgrabungsteam, bei denen Winlock seine ersten Erfahrungen sammelte.
Pharao Amenemhet I., Gründer der XII. Dynastie, errichtete seine Residenz in Iti-taui (heute el-Lischt), um die Fürsten des Deltas besser überwachen zu können. Er beteiligte seinen Sohn Sesostris I. an der Regentschaft. Beide errichteten eine Pyramide in Lischt. Das Ausgrabungsteam begann seine Arbeit an der Pyramide des Amenemhet I. und der daran angrenzenden Nekropole. Hier stießen sie auf ein unbeschädigtes Grab einer Frau mit Namen Senebtisi aus der späten XII. beziehungsweise frühen XIII. Dynastie. Das Grab enthielt einen dreifachen Sarg, von denen der äußere Sarg zerfallen war. Der zweite Sarg war aus Zedernholz mit einem Augen-Paneel und maß 194 × 55 cm. Die Augen waren mit Goldblatt, ägyptischen Alabaster und Obsidian verziert. Im inneren Sarg befand sich eine circa 51 × 42 cm große Einlegearbeit aus Fayence und Karneol. Auch Kanopen-Gefäße waren vorhanden. In den Bandagen der Mumie befand sich Schmuck in Form eines Kragens sowie Arm- und Fußbänder. Die bedeutendsten Gegenstände des Grabschatzes waren ein Diadem, ein Gürtel aus Akazienholz, Ketten aus Saatperlen, ein Zeremonie-Gürtel und zwei Halskragen.
Zwischen 1906 und 1935 führte das Metropolitan Museum insgesamt 14 Grabungskampagnen in el-Lischt durch. Arthur C. Mace leitete die Grabungen, bis er ab 1923 Howard Carter bei dessen Räumung des Grabes von Tutanchamun half.

## In der Oase von Charga 1908–1910
Im Winter 1907–08 erhielt das Museum eine zweite Konzession für die Oase Charga. Ein Ausgrabungsteam mit Herbert Winlock arbeitete hier in den Jahren 1908–10 und begann seine Arbeit am frühchristlichen Friedhof von El-Bagawat mit seinen verzierten Kapellen. Die Hügel von Ain el Turba bewiesen, dass diese einst Teil des Ortes Hibis gewesen waren. In Zusammenarbeit mit dem Service des Antiquités wurde das Räumen und die Restauration des Tempels von Hibis in Angriff genommen. Dieser war von dem Perserkönig Dareios I. erbaut worden. Nektanebos I. (380-363) fügte der Anlage einen Portikus hinzu. Weitere Ausbauten erfolgten während der Herrschaft der Ptolemäer über Ägypten. Aufgrund von Erkrankungen der Expeditionsteilnehmer und der einheimischen Arbeiter mussten allerdings 1910 weitere Erforschungen eingestellt werden.
Hugh Gerard Evelyn-White (1874–1924) begab sich 1910–11 und 1912–13 erneut nach Hibis und legte eine Prachtstraße mit Sphinx-Reihen frei, von denen zwei der am besten erhaltenen Sphingen wieder auf ihren Sockel gestellt wurden. Die Reliefs und Inschriften des restaurierten Teils des Tempels sollten später von Norman de Garis Davies kopiert werden. Die Herausgabe der Publikation verzögerte sich, bedingt durch den Ersten Weltkrieg und den Tod von Evelyn-White 1924, bis 1926. James H. Oliver vom Barnard College der Columbia University erklärte sich bereit, die von Evelyn-White begonnene Übersetzung der griechischen Inschriften zu vollenden.

## Der Palast Amenophis III. in Malqata

Hieratische Inschrift auf einer Tonscherbe, welche die Feiern zum zweiten Heb-Sed Fest im 34. Jahr der Regierung von Amenhotep III erwähnt

1910 erhielt das Metropolitan Museum of Art eine Konzession für das Gebiet am südlichen Ende von Medinet Habu in Malqata. Hier hatte Amenophis III. seinen Palast auf einem Areal von 320.000 m² erbaut. Winlock überzeugte Gaston Maspero, den Leiter des Service d'Antiquités Égyptiennes, die Grabungslizenz auf die Hügel von Qurnet Murrai und al-Asasif auszudehnen und damit das Gelände unterhalb und östlich des Tempels von Deir el-Bahari einzuschließen. Da Lythgoe 1911 nach New York zu einer Tätigkeit am Metropolitan Museum zurückkehrte, wurde Winlock Leiter der Expedition. 1912 heiratete er Helen Chandler, Tochter des Dekans der Architektur-Abteilung am Massachusetts Institute of Technology.
Das Ausgrabungsteam des Metropolitan Museums grub auf diesem Gelände von 1910 bis 1913 und nochmals, nach Beendigung des Ersten Weltkriegs, von 1919 bis 1921. Die Mitglieder der Expedition legten die Teile des Palastes frei, welche von Robb de Peyster Tytus und Percy Newberry 1901–02 noch nicht ausgegraben waren. Der ganze Palastkomplex in Malqata war aus Lehmziegeln erbaut, die mit dem Namen des Königs gestempelt waren, während diejenigen für die Gemächer der Königin Teje mit ihrem Namen gestempelt waren.
Das Team, mit dem Winlock arbeitete, bestand über die Jahre aus Ambrose Lansing (1891–1959), Hugh Gerard Evelyn-White (1884–1924) und H. W. Palmer-Jones, der Pläne zeichnete und Fresken kopierte. Sie legten Überreste der Einfriedungsmauer des Palastes frei, gruben große Bereiche in der Umgebung des Palastes aus wie den Nord-Palast, eine Gruppe von Privathäusern, eine Glasfabrik, eine große Festhalle und einen Tempel, der dem Gott Amun gewidmet war. Sie entdeckten auch eine große Anzahl beschrifteter Tonscherben, die hauptsächlich von Weingefäßen stammten, welche für das Sedfest zum 30-jährigen Thronjubiläum des Königs bestimmt waren. Amenophis III. feierte drei Sedfeste in den Regierungsjahren 30, 34 und 37. Im Grab des Cheruef (TT192), dem Leiter des Sedfestes von Amenophis III., ist eines dieser Feste in Wandmalereien überliefert. Durch dieses Sedfest mit magischem Charakter wurde dem alternden König seine Lebenskraft zurückgegeben. Für diese Feste baute Amenophis III. einen eigenen Pavillon, das sogenannte „Haus der Millionen von Jahren“. Ambrose Lansing, der 1911 Winlock hier assistierte, fand ein Fragment eines Tonkruges auf dem in hieratischer Schrift die Feiern des zweiten Sedfest im 34. Jahr der Regierung von Amenophis III. gefeiert wurde.
Die wichtigen Bauten des Palast-Komplexes von Amenophis III. in Malqata wurden verschönert durch Boden-, Wand- und Deckenmalereien. Winlock beschreibt in seinem Bericht im Bulletin des Metropolitan Art Museums von 1912, dass Teile einer eingestürzten Zimmerdecke noch an Ort und Stelle lagen. Er vermutete, dass nach der Aufgabe des Palastes die Deckenbalken und Holzteile durch weiße Ameisen angegriffen wurden und so den Palast zum Einsturz brachten. Durch das verzögerte Absacken fielen Decken- und Wandteile auf den Lehmboden, wo sie einsanken, bevor sie zerbrachen. Für den Weitertransport mussten sie durch ein leichtes Gipsbett (plaster of paris) zusammengehalten werden. So konnten einige der Muster im Museum in New York wieder zusammengefügt und restauriert werden.
Der Palast wurde im 14. Jahrhundert v. Chr. errichtet und trug Namen „Palast des glänzenden Atons“ oder auch Per-Hay, was „Haus des Jubels“ bedeutet. Der Bau wurde wahrscheinlich im 11. Regierungsjahr des Königs begonnen und in mehreren Abschnitten etwa achtzehn Jahre später vollendet. Er war der größte und prächtigste Königspalast im antiken Ägypten.

Menat-Amulette und Halsketten aus der Zeit Amenophis III.

### Das Menat-Amulett
Winlock fand in einem Privathaus zwischen dem Palast und dem künstlich angelegten „See“ der Anlage die Überreste eines kleinen Leinenbeutels. Darin befanden sich zwei Halsbänder, deren alte Aufziehfäden jedoch verrottet waren. Dadurch lagen die Perlen nicht mehr in ihrer ursprünglich aufgereihten Form, weshalb deren tatsächliche Anordnung bei der Restauration nur vermutet werden konnte. Im Falle der Menats (auch Menit) war jedoch genügend Band an den Perlenketten vorhanden, so dass diese fast originalgetreu wiederhergestellt werden konnten. Beide Menats waren aus Bronze als Gegengewicht für die Perlenschnüre. Das größere verblieb im Metropolitan Museum und besaß eine große Anzahl Halsketten mit blau lasierten Perlen aus Glas, Fayence und Steinen, die in zwei Bronzekappen endeten. Das andere Menat, welches an das Ägyptische Museum von Kairo ging, hatte unten eine charakteristische Rosette und darüber den Kopf und Körper der Göttin Hathor. Hier waren alle Perlen aus Fayence. Das Menat-Amulett war seit frühester Zeit ein Attribut und Symbol der Göttin Hathor und in der Folgezeit dann auch zahlreicher anderer Götter. Als solches wurde es von Frauen und Priesterinnen während der Zeremonien für diesen Kult zusammen mit dem Sistrum getragen. Das Menat hing meist im Nacken als Gegengewicht zu der Halskette, die auf der Brust getragen wurde. Es war auch ein schützendes Amulett für Manneskraft, Männlichkeit, Potenz bei Männern und für Fruchtbarkeit bei Frauen.

## Das Grab des Wesirs Dagi und das Kloster des Apa Epiphanios
Winlock begann mit der Erforschung des Grabes im Februar 1912 und setzte diese dann von Januar bis Mai 1914 fort. Das Grab des Wesirs Dagi TT103 war eines der ersten dekorierten Gräber aus der 11. Dynastie. Es befindet sich in den östlichen Bergen von Scheich Abd el-Qurna
und in der Nähe von Deir el-Bahari. Winlock entdeckte ein Fragment eines bemalten Reliefs aus dem ersten Grabraum hinter dem Eingang und stelle es sicher.
Durch die spätere Nutzung des Grabes durch koptische Christen wurde vieles der Grabausschmückung zerstört. So wurde das Grab der Wohnort eines Mönchs mit Namen Apa Epiphanios, der mit Apa Psan ein kleines Kloster gründete und dort mit einigen Christen lebte. Das war Anfang des 7. Jahrhunderts zu Zeiten von Bischof Psinthios von Koptos. Nach dem Tod des Epiphanios existierte das Kloster noch zwei bis drei Generationen.
Winlock fand an der Grabungsstätte und in den Ruinen weiterer Klostergebäude zahlreiche Briefe und Dokumente, die auf Papyrus und Tonscherben geschrieben waren und einen wichtigen Beitrag zum Wissen über das Klosterleben vor der arabischen Eroberung leisteten.

## Erster Weltkrieg
Während des Ersten Weltkriegs befanden sich von den zehn Mitgliedern der Expedition sechs in der amerikanischen beziehungsweise britischen Armee. Winlock diente in der Feldartillerie, wo er bis in den Rang eines Majors aufstieg. Das Metropolitan Museum of Arts erachtete es jedoch für wichtig, die Ausgrabungen in Ägypten fortzuführen. Damit sollte den Ägyptern Arbeit verschafft werden, die unter den katastrophalen wirtschaftlichen Folgen des Krieges zu leiden hatten. 1916–17 arbeitete Winlocks Kollege Ambrose Lansing in Lischt und 1917–18 auch in Malqata.

## Die Schätze im Grab von Meketre

Aufgang zum Grab des Meketre.

Kurz vor Kriegsausbruch hatte Winlock 1914 bei einem Ausritt hinter den Bergen von Abd el-Qurna eine flache Plattform am Berg mit dem oberen Teil einer Rampe entdeckt. Im Winter 1919 ließ Winlock den breiten Aufgang vom Sand räumen. Eine steile Rampe führte zum Felsengrab von Meketre (die Sonne ist mein Beschützer), der ein hoher Beamter – Kanzler oder Schatzmeister – unter der Regierung von Mentuhotep II. war. Das Grab (TT280) selbst war bereits 1895 von Georges Daressy und von Robert Ludwig Mond 1903–04 durchsucht worden. Winlock hoffte, hier weitere Hinweise auf König Mentuhotep zu finden. Während der Aufräumungsarbeiten im Inneren stießen sie auf einen kleinen Raum im Fußboden des Eingangsbereichs. Als sie die Lehmziegel-Wand durchbrochen hatten, die den Eingang zum Serdab verbarg, bot sich ihnen ein erstaunlicher Anblick. Die Decke war teilweise eingestürzt und der Inhalt etwas durcheinander, jedoch hatte niemand diese Kammer betreten seit sie vor ca. 4.000 Jahren versiegelt worden war.

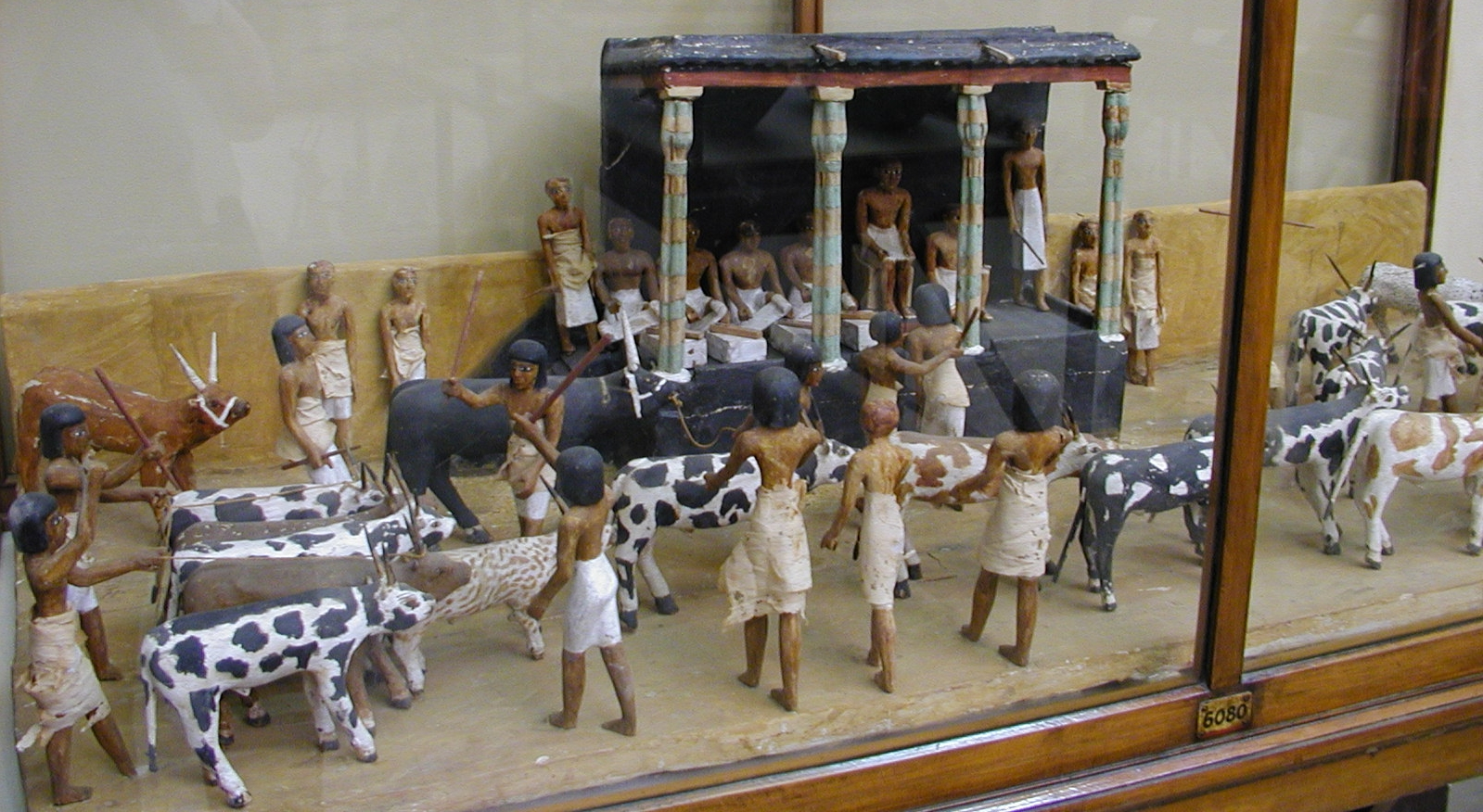
Meketre überwacht die Viehzählung. Modell im Ägypt. Museum Kairo.

Die Grabbeigaben waren außerordentlich zahlreich, gut erhalten und von hoher Qualität. Sie bezeugten die hohe Position, die Meketre am Königshof ausgeübt hatte. Neben zwei großen Holzfiguren von Dienerinnen, die Opfer trugen, gab es allein 25 hölzerne Modelle, die alle Aspekte aus Meketres Leben nachbildeten. Es gab Häuser mit Kornspeichern und Viehställen, Brauereien, Bäckereien und Schlächtereien, Werkstätten von Zimmerleuten und Webern und einen eingezäunten Garten sowie eine große Anzahl von Booten.
Diese Modelle sind von besonders großem Wert wegen der Qualität ihrer Schnitzerei und Farbe, zumal sie erstaunlich gut erhalten waren. Die Farben, die Kleidung aus Leinen von einigen Figuren und das meiste der Takelage der Boote sind originalgetreu. Sie erzählen detailliert von der Aufzucht und Schlachtung des Viehs, Lagern von Getreide, Herstellung von Brot und Biers und über die Form der Boote im Mittleren Reich. Auf der anderen Ebene informieren sie über den ägyptischen Glauben: die Nachbildungen sollen dem Grabinhaber auf magische Weise eine sichere Fahrt in das Jenseits ermöglichen sowie die Versorgung mit all dem Nötigen für das ewige Weiterleben – je nach Stand auch in Luxus – dort sicherstellen.
Eine besonders schöne Darstellung zeigt Meketre bei der Überwachung der Viehzählung im Hof seines Landhauses, wo die Viehhüter die gescheckten Rinder vor einer Veranda mit Säulen in Lotusform vorbeitreiben. Meketre sitzt dort mit seinem Sohn und vier Schreibern, während der Chef der Herden seinen Bericht vorträgt. Einige Hüter stehen mit Stöcken in der Nähe.
Diese zufällige Entdeckung war eine der Sternstunden in der Archäologie, die sonst eher eine nüchterne und methodische Disziplin ist. Am Ende der Ausgrabung wurden die Modelle aufgeteilt: die Hälfte ging an das Ägyptische Museum in Kairo, die andere Hälfte – einschließlich sechs Boote, vier Modelle der Lebensmittelherstellung, ein umzäunter Garten, eine Prozession von drei Opferträgern, angeführt von einem Priester und eine große Opferträgerin – erhielt das Metropolitan Museum.

### Das Grab des Wah
Eine weitere Überraschung war die Entdeckung einer kleinen Grabkammer rechts vom Eingang zu Meketres großem Grab, die wohl von den Grabräubern übersehen wurde. Winlock fand den unversehrten Holzsarg. Hieroglyphen wiesen den Toten als Wah, den Lagerhausverwalter von Meketre, aus. Dreißig Leinentücher lagen auf der Mumie, sowohl zu deren Schutz als auch zum Gebrauch im Jenseits. Weitere Inschriften wiederholen die seit dem Alten Reich übliche Formel der königlichen Gabe von Essen für das Leben nach dem Tod:
„Eine Gabe, die der König gibt – eine Gabe von tausend Brotlaibe und Bierkrügen, tausend von Rindern und Geflügel, tausend Längen von Leinentuch und Alabaster-Gefäßen, tausend von allen guten und reinen Dingen, auf denen ein Geist lebt, um sie dem Ka des Verstorbenen zu geben.“
Neben dem Sarg befanden sich vertrocknete Überreste eines Rinderbeins und ein Laib Brot sowie ein Krug mit eingetrocknetem Bier.
20 Jahre nach Eintreffen des Sarges in New York, entschied sich das Museum, die Mumie zu röntgen. Dabei zeigten sich dunkle Schatten um Wahs Nacken, Hand- und Fußgelenken, die darauf hindeuteten, dass er Schmuck getragen hatte. Nun entschied man sich, die Mumie auszuwickeln. Man fand vier Halsketten, einen breiten Kragen und Fußketten aus türkisfarbenen Fayence-Perlen. Der Kragen besaß keinen Verschluss, so dass Wah diesen nicht zu Lebzeiten getragen haben konnte. Obwohl Wah nur ein kleinerer Beamter war, besaß er eine goldene und eine silberne Halskette sowie drei Skarabäen-Amulette. Die beiden silbernen Skarabäen gehören zu den feinsten Schmuckstücken aus Ägypten. In den großen Skarabäus sind Wahs und Meketres Namen eingelegt. Auf der Unterseite befanden sich die Hieroglyphen für Leben und Schutz. Bevor die Skarabäen auf die Mumie gelegt wurden, wurden ihre Köpfe zerstört. Das sollte entweder den Verstorbenen vor Insektenstiche schützen oder die Käfer töten, um damit sicherzustellen, dass sie dem Toten ins Jenseits folgen würden. Die Mumie wurde anschließend dem American Museum of Natural History zu Studienzwecken übergeben.

## Gräber der 11. Dynastie (Mentuhotep)

Blick in die Sarkophagkammer Chety

In der Saison 1921–1922 untersuchte Winlock die Gräber am Nordhang oberhalb des Totentempels Mentuhotep II. Hierbei handelt es sich um Korridorgräber mit einfacher, glatter Fassade und tief im Berg gelegenen Kult- und Bestattungskammern. Sie gelten als Prototypen des späteren Fassadengrabs. Die Grabinhaber hatten hohe Positionen am Hofe Mentuhop II. Neu entdeckte er das Grab des Chety, während die anderen Gräber der Noblen gesäubert und kartografiert wurden. Hierbei stießen sie auf verschiedene Überreste von Einbalsamierungen, weil die Bestatter ihre benötigten Materialien mitgebracht hatten, um sich den beschwerlichen Aufstieg zum Grab zu erleichtern. Diese hatten sich kleine „Höhlen“ zwischen den großen Gräbern gewählt, in denen sich auch die „Ka-Priester“ während ihrer Pflichten aufhielten. Außerdem fanden sie verschiedene Papyri, die noch gut erhalten waren.
- TT311 – Grab des Chety (Schatzmeister). Neben Meketre (TT280) der wichtigste Mann am Hof des Königs (Pharao). Winlock entdeckte dieses Grab mit bemalter Kult- und Grabkammer und bedeutenden Reliefresten. Sein Grab war leider sehr zerstört, doch war es das erste Privatgrab Ägyptens, in dem sich auf einer Stele die Abbildung eines Königs fand.[16]

- TT313 – Grab des Henenu (Haushofmeister und weit gereister Expeditionsleiter) mit historischen Inschriftenresten. Henenu führte eine Expedition mit 300 Mann durch das Wadi Hammamat zum Roten Meer, von wo aus Schiffe in das Weihrauchland Punt entsandt wurden. In seinem Grab befanden sich astronomische Papyri.[17]

- TT314 – Grab des Horhotep (Königlicher Siegelbewahrer, einziger Freund, Gefolgsmann), mit bemalter Grabkammer, die sich im ägyptischen Museum befindet. In einem Winkel eines kleinen Grabes neben dem von Horhotep fanden sie einige zerbrochene Gefäße, auf denen der Ka-Priester Notizen geschrieben hatte. Auf der Rückseite eines Papyrus mit einer Hymne, hatte er vermerkt, wie viel Korn er einem Dutzend verschiedener Leute gegeben hatte und auf einem zweiten Blatt eine Aufstellung über Weizen und Gerste „verteilt in Rationen an die Armee“.[18]

- TT315 – Grab des Ipi (Wesir und Bürgermeister). Hier fanden sie ein Brett für die Einbalsamierung (ähnlich dem heutigen Seziertisch) sowie schmutzige Lumpen, zerbrochene Gefäße, Reste von Öl und Natronsalz. Von den Gefäßen befanden sich noch 18 in den geknüpften Seilen, mit denen sie nach oben getragen worden waren.[19]

In einer Seitenkammer des Ipi befand sich das Grab des Hesem. Hier fand Winlock die Hekanacht-Briefe. Die Briefe Ka-Priesters und Grundbesitzers Hekanacht aus dem Mittleren Reich vermitteln viele Einzelheiten über die Landwirtschaft in jener Zeit. Während er für längere Zeit in Geschäften unterwegs war, sandte er seinen Söhnen scharfe Befehle. So sollten sie z. B. damit aufhören, über die schmalen Rationen, die er ihnen gewährte, zu jammern oder freundlich zu ihrer neuen Frau sein. Nach den Briefen könnte eine Hungersnot in Ägypten geherrscht haben. Es gibt darunter auch einen Brief einer Tochter an ihre Mutter, so dass sich die Frage erhob, ob Frauen zu jener Zeit bereits schreiben konnten. Dabei wird vergessen, dass in Ägypten der Schreiber ein angesehener Beruf war. Weil die Papyri in einem Gefäß der frühen 12. Dynastie gefunden wurden, geht man heute davon aus, dass sie in den ersten Jahren der Regierung Sesostris I. (um 1956 – um 1910 v. Chr.) geschrieben wurden.
- TT316 – Grab des Neferhotep (Hüter des Bogens). Das Grab ist wahrscheinlich aus der 13. Dynastie. Funde im Grab waren unter anderem eine Fayencefigur eines Nilpferdes und eine stilisierte Frauenfigur aus Fayence sowie 2 Statuen aus Ebenholz 11 cm hoch.[22]

## Das Massengrab der gefallenen Soldaten
Am Ende der Grabungssaison im Frühjahr 1923 entdeckte Winlock und sein Team direkt neben dem Grab des Chety ein unbekanntes Grab MMA 507. Die darin befindlichen Mumien sahen sie zuerst als die von koptischen Mönchen an. Weil die Zeit für weitere Untersuchungen nicht ausreichte, ließen sie es erst einmal unbeachtet. Heute ist es als Nekropole 500 bekannt. Drei Jahre später wurden einige Arbeiter wieder dorthin gesandt, um nach Überbleibseln aus Bestattungen zu suchen und diese einer näheren Untersuchung zu unterziehen. Bei ihren Nachforschungen in diesem Gebiet stießen sie auf Körper und Körperteile von wenigstens 60 Menschen, die aufgetürmt im Korridor und der Grabkammer lagen. Alle wiesen Anzeichen von Gewalteinwirkung auf, so ragten z. B. Pfeilspitzen aus ihren Körpern und Gliedmaßen waren gebrochen. Die Untersuchung von Douglas E. Derry ergab, dass diese Menschen größer und kräftiger waren als die Thebaner und er schlug als Erklärung vor, dass die Toten Nachfahren von ausländischen Händlern und Frauen aus Oberägypten gewesen sein könnten. Er bemerkte, dass Wunden von vier Männern vor ihrem Tod ausgeheilt waren. 45 waren an schweren Verwundungen verstorben, einschließlich der zehn, die durch Pfeile starben. 15 Männer zeigten eine Kombination von Verletzungen, von denen die erste nicht tödlich verlaufen musste. Weil sechs der Toten bereits von Geiern angefressen waren, mussten sie einige Zeit nach ihrem Tod in Freien gelegen haben, zumal auch auf den anderen Körpern erhebliche Mengen Sand gefunden wurden. Alle Gefallenen waren eingewickelt. Weil auch militärische Ausrüstung bei ihnen gefunden wurde, wurden sie als Soldaten, die in einer Schlacht gefallen waren, angesehen. Winlock war überzeugt, dass sie Soldaten aus der Armee des Mentuhotep II. waren und in Zusammenhang mit einem historischen Ereignis stehen mussten, wie z. B. dem Angriff auf Herakleopolis. Aus diesem Grunde sei ihnen die besondere Ehre gewährt worden, in der Nähe ihres Pharaohs die letzte Ruhe zu finden.

## Das Ruhen der Ausgrabungsarbeiten 1924–1925 und 1925–1926
Der Aufsichtsrat des Museums hatte entschieden, die Ausgrabungen während dieser beiden Jahre nicht fortzuführen. Die graphische Abteilung unter Norman de Garis Davies arbeitete jedoch weiter. Anlass zu dieser Entscheidung waren die Auseinandersetzungen um die Aufteilung der Schätze im Grab von Tutanchamun, von denen der Earl of Carnarvon dem Museum einen Anteil versprochen hatte wegen der Überlassung von einigen ihrer Leute, so dass das Metropolitan Museum of Art und andere Museen Howard Carters Forderung unterstützten. Nun hatte Ägypten 1923 eine Verfassung erhalten und die ersten Wahlen gewann die nationalistische Wafd-Partei. Gerüchten zufolge plante die neue Regierung Restriktionen gegenüber ausländische Archäologen. Morcos Hanna war der neue Minister für öffentliche Bauten, dem auch der Antikendienst unter der Leitung von Pierre Lacau unterstand. Am 20. Februar 1924 widerrief Hanna die auf Lady Carnarvon übertragene Konzession und ließ Tutanchamuns Grab schließen. Howard Carter bevollmächtigte Herbert Winlock mit der Wahrnehmung seiner Interessen, bevor er im März 1924 zu einer Vortragsreise nach Amerika abreiste. Breasted, Gardiner und Lythgoe suchten Verhandlungen sowohl mit Regierungsvertretern als auch mit Lacau. Dieser vertrat jedoch die Auffassung der Regierung, dass die Altertümer, insbesondere, die aus dem Grab Tutanchamuns, in Ägypten verbleiben müssen.
Die Teilnehmer der ägyptischen Expedition waren in den Jahren 1924 bis 1926 nicht untätig in Ägypten. Sie sortierten u. a. das Lager im Amerika-Haus und nahmen Vermessungen zum Zeichnen von Plänen vor, sowohl in el-Lischt als auch in Theben und erarbeiteten weitere Berichte. Professor Percy E. Newberry war ein gern gesehenen Gast, dessen fachkundige Ratschläge willkommen waren, ebenso wie Alan H. Gardiner, der bei der Entzifferung von hieratischen Inschriften eine große Hilfe war.

## Die Entdeckung von TT358

Eingangskorridor zu TT358: Nanys Sarg mit Mumie, Kasten mit Uschebtis, Körbe

Korridor in TT358: Nanys Sarg wurde vor dem „Loch“ abgestellt

Am Berghang nördlich von Hatschepsuts Totentempel hatte Winlock zwei Abfallhaufen entdeckt, die über die Jahrhunderte durch wehenden Sand und herabgefallenen Felssteinen, fast verdeckt waren. Ihn irritierte, dass diese Haufen aus dem sogenannten Steinbruch so weit oben und außerdem über eine Schlucht hinweg abgelegt worden waren. Sie könnten aber auch von einem unbekannten Grab stammen. Er setzte einen Teil seiner Arbeiter daran, den Abhang hoch zum Kliff gen Norden zu räumen und den anderen am Fuß des Hügels gen Westen, gerade noch außerhalb der Nordwand des Tempels. Es dauerte lange, bis Sand und Steine ca. 6 m tief von der einstigen Hügelkuppe abgetragen und auch die Schlucht fast verschwunden war, und felsiger Untergrund zum Vorschein kam. Winlock hatte deshalb Zweifel, ob der große Aufwand gerechtfertigt war.
Nach sechs Wochen Arbeit meldete der Vorarbeiter (Reis) Gilan am 23. Februar 1929, dass seine Männer ein rohes Loch im Fels unter ihren Füßen seitlich der Schlucht in Richtung Tempel gefunden hatten. Wegen des losen Sandes und der überhängenden Felsklippen war es unmöglich, weiterzuarbeiten. Um kein Aufsehen zu erregen, wählte Winlock für das Öffnen des Lochs den Markttag, an dem die Arbeiter frei hatten, und grub mit nur einigen ausgewählten Männern, welche die zerklüftete Öffnung frei legten. In hüfthoher Tiefe stießen sie auf eine nachlässig gemauerte Ziegelwand. Obwohl eine Wand in einer Grube auf ein Grab hindeutete, versetzte sie die Entdeckung nicht in Aufregung, denn es könnte sich um ein einfaches spätes Grab handeln, von denen sie schon einige gefunden hatten. Dennoch füllten sie den Eingang wieder auf und ließen einen Wächter dort. Drei Tage lang verschafften sie sich mehr Platz um den Eingang herum.
Am 28. Februar stieg Winlock hinab. Die Eingangsgrube war angefüllt mit allem möglichen Abfall aus alter Zeit. Pflichtgemäß wurde aber alles von Harry Burton fotografiert, bevor es weggebracht wurde. Dann nahmen sie einige Steine aus der Wand und leuchteten mit einer Taschenlampe hinein. Sie sahen ein Wirrwarr von weißen Ushebti-Kästchen und eine Osiris-Figur ohne Kopf direkt hinter der Öffnung. Dahinter befanden sich einige große Körbe, die an der Wand des Korridors aufgetürmt waren, der tiefer ging als das Licht reichte. Sie hatten mit einem kleinen Grab gerechnet, doch dieses schien sich über 12 m zu erstrecken. Am 3. März war der Grabeingang geräumt. Winlock begab sich in die Passage, bis der Weg von einem gelb-lackierten Sarg und zwei großen Körben blockiert wurde. Der Deckel fehlte und im Sarg lag eine Mumie, mit intakten Bandagen und Girlanden über dem Gesicht sowie einer Perücke auf dem Kopf. Dahinter stand der Deckel eines größeren äußeren Sarges aufgerichtet in einem Türeingang nach rechts und im Raum dahinter lag der leere äußere Sarg, der fehlende innere Sargdeckel und die Abdeckung, die zu der Mumie gehörte. Das sah nicht nach Grabräubern aus, sondern eher nach einer gestörten Beisetzung. Ein weiteres Vorangehen mit dem Lichtstrahl zeigte Winlock den Grund: Er stand an der Kante eines tiefen Abgrunds, der ein Überqueren unmöglich machte. Die eigentliche Grabkammer musste also jenseits liegen. Bevor die Senke überquert und die dafür benötigten Balken und Planken hereingebracht werden konnten, musste der Korridor geräumt werden. Harry Burton machte die Fotografien, Walter Hauser zeichnete die Pläne und Winlock schrieb seine Notizen.
Die Osiris-Statue aus dem Korridor trug die Inschrift „die Frau des Hauses, Sängerin von Amun-Re, des Königs Tochter aus seinem Leib, seine geliebte Entiuny“ (Nany). Der gleiche Name befand sich auf den Ushebti-Kästchen. Auf den Särgen war jedoch der Name „Tanetbekhenu“ entfernt und durch „Nany“ ersetzt worden. Nany war in einem Paar anthropomorpher (menschengestaltig oder mumienförmig) Särge aus Sykomorenholz bestattet. Der innere Sarg war 1,92 m lang und 60 cm breit. Was wie ein „dritter Deckel“ aussah, war ein Mumienbrett, das direkt auf die Mumie gelegt wurde, und war ebenso verziert wie der Sarg. Die Perücke aus Menschenhaar lag hinter Nanys Kopf im inneren Sarg. Das Haar war in Zöpfe geflochten und mit Bienenwachs behandelt. Die Perücke war mit einem Band an der Mumie befestigt und mit einer Schicht Tierfett überzogen. Auf der Mumie lagen Blumengirlanden.
Im folgenden Winter ließ Winlock Nanys Mumie von Douglas Derry, Professor der Anatomie an der Ägyptischen Universität in Kairo, der bereits 1925 die Mumie von Tutanchamun ausgewickelt hatte, auswickeln und untersuchen. Sie war eine kleine Frau (4 Fuß 10) und bei ihrem Tod ca. 70 Jahre alt. Beim Auswickeln der Mumie fanden sie einen Skarabäus auf der Brust und einen gefalteten Papyrus auf ihrer Hüfte liegend. Der Papyrus enthielt eine Kurzfassung des „Buches für die Unterwelt“ (Amduat) und zeigte Bilder von groben Dämonen, die Winlock nicht identifizieren konnte.

### Der Papyrus Nany
In einer kleinen, einfachen, aus Holz geschnitzten Osirisfigur von ca. 63 cm konnte Winlock durch einen Riss im Holz eine Papyrusrolle im Inneren der Figur sehen. Beim Umdrehen entdeckten sie auf der Unterseite ein rundes Loch, das mit Gips verschlossen war. Die Rolle ließ sich leicht herausnehmen und der Papyrus war fast so gut erhalten wie er vor ca. 3000 Jahren dort hineingelegt worden war. Das Ausrollen des Papyrus sollte aber erst im Metropolitan Museum of Art in New York von Fachleuten vorgenommen werden.
Der Papyrus Nany hat eine Länge von 5,21 m und ist 35 cm breit. Nanys Totenbuch enthält 10 Kapitel, sieben davon mit den entsprechenden Zeichnungen und Text. In 14 weiteren Kapiteln befinden sich nur Zeichnungen ohne Text. Die Farben sind erstaunlich gut erhalten und die Zeichnungen hervorragend ausgeführt. Nanys Totenbuch ist ein sehr wichtiger Bestandteil der ägyptischen Sammlung im Metropolitan Museum. Die Brillanz der Farben in den Illustrationen ist erstaunlich. Die Zeichnung ist gekonnt und schnell, anmutig und absolut typisch für die Regierungszeit der Priesterschaft in Theben. Nany war eine Sängerin zu Ehren des Gottes Amun-Re. Sie trug auch den Titel „Königstochter“, was bedeuten könnte, dass sie ein Kind des Hohepriesters von Amun in Theben (Karnak) Pinodjem I. war, der die Königstitulatur trug (Cha-cheper-re Setep-en-amun). Seine Aufgabe bestand darin, alte Königsmumien zu restaurieren und somit vor dem Verfall zu schützen.

### Das Grab der Ahmose Meritamun

Reis Gilan neben dem 3,13 m langen Sarg von Meryet-Amun

Mumienförmiger Sarg von Meryet-Amun mit Rischi-Dekoration

Bei der Anlage des Grabes waren die Erbauer auf die Grundmauern von Pfeilern zu Hatschepsuts Tempel gestoßen, so dass der erste Korridor unvollständig blieb. Sie wandten sich daraufhin 90 Grad nach rechts und führten den Korridor 3 m nach Westen fort. Nach weiteren 3 m befürchteten sie, dass sie Teile des Tempels unterminieren könnten, so dass sie den Verlauf erneut änderten und sich nach Norden wandten. Nach 8 m hoben sie einen 3,3 m langen und 5 m tiefen Schacht aus. Von der linken Seite der Korridorwand war in früherer Zeit bereits ein Stück weg gehauen worden. Ein 4 m langer Balken reichte, um den Abgrund zu überbrücken und um die Ecke die Türschwelle auf der anderen Seite zu erreichen. Ein zweiter Balken wurde gelegt und darüber einige Bretter. Am 11. März kroch Winlock auf allen Vieren hinüber. Von dem Türeingang führte eine Stufe in die tiefschwarze Kammer, in der er gerade noch aufrecht stehen konnte, die jedoch vollständig leer war. Am hinteren Ende zeigte ihm seine Taschenlampe einen engen Türeingang, in dem drei kleine leere Näpfchen standen und ein vertrocknetes Bündel Blätter zu Füßen einer riesigen liegenden Figur lagen. Der Strahl seiner Lampe fuhr daran hoch und er blickte in ein ruhiges Gesicht, das nach oben schaute. Die Hieroglyphen auf dem Sarg las Winlock wie folgt:
„Ein Opfer, das der König dem Osiris gibt, dem Großen Gott, Herrn von Abydos, das ihn veranlassen möge, auf das Anrufen herbeizukommen, Brot und Bier, Rind und Geflügel, Bandagen, Weihrauch und Salben und alle guten und reinen Dinge, von denen ein Gott lebt, und den süßen Nordwind für den Geist der Tochter und Schwester des Königs, die Gottesgemahlin, des Königs Große Gemahlin, vereint mit der Krone von Oberägypten, die Herrin der beiden Länder, Meryetamun, wahre Stimme mit Osiris.“
Danach war Ahmose Meritamun (englisch: Meryetamun) die Frau des Königs und „Herrin der beiden Länder“ sowie eine „Gottesgemahlin“. Weil aber bis heute nicht geklärt ist, wessen Königsgemahlin sie war, ist ihre Herkunft noch immer umstritten. Einige Ägyptologen gehen davon aus, dass sie die Schwester und Gemahlin von Amenophis I. (Vater Ahmose, Mutter Ahmose Nefertari) der 18. Dynastie war.
Winlock ließ noch seinen Vorarbeiter Hamid einen Blick auf den Sarg werfen, damit dieser gleich den zu erwartenden Gerüchten im Lager der Arbeiter mit Fakten entgegentreten konnte. Bevor irgendetwas in diesem Königsgrab berührt war, musste Winlock seinen Fund dem Antikendienst melden. Eine Nachricht wurde an Tewfik Effendi Boulos, dem Chef Inspektor in Luxor gesandt und das Grab abgeschlossen. Tewfik Effendi kam am 13. März zur Besichtigung der Grabkammer. Am nächsten Tag konnten sie Bodenbretter über die provisorischen Balken legen und Burton seine Fotos machen. Am 15. März kam Tewfik Effendi erneut, um in seiner Anwesenheit, den riesigen Sargdeckel aufzuheben. Darin befand sich ein verhältnismäßig kleiner Sarg, der nach dem Fotografieren ebenfalls geöffnet wurde. Er gab den Blick auf eine kleine Mumie frei, die mit einer Blumengirlande geschmückt war, die noch so weit erhalten war, dass sie die Farben erkennen konnten. Bis zum Abend hatten sie die Särge und die Mumie geborgen und alles sicher im Lager des America House verwahrt.
Meryetamun war einst in einem Nest von drei anthropomorphen Särgen beerdigt worden. Fragmente eines äußeren Kartonnagen Sarg, der aus Leinen oder Papyrus bestand, lassen diesen mit einer Länge von 3,25 m vermuten. Der zweite, erhaltene Sarg aus Zedernholz war mit einer Länge von 3,13 m riesengroß und 0,87 m breit, während der innere 1,85 m lang und die Mumie selbst 1,55 m groß war. Der Sarg zeigt ein unergründliches Gesicht, bedeckt von einer Perücke, die Augen bestehen aus Glas. In den Oberkörper war ein Halskragen und sechseckige Vertiefungen geschnitzt, die blau ausgemalt und goldfarben umrahmt wurden, um den Eindruck von Federn zu erzielen (Rischi-Sarg). Es war eine hervorragende Tischlerarbeit. Sorgfältig ausgesuchte Zedernholzplanken wurden miteinander verzapft und zu einer gleichmäßigen Stärke – innen wie außen – abgetragen. Das Bearbeiten des Gesichts erzielte eine glatte und weiche Oberfläche und die Gesichtszüge zeugen von einer genauen Kenntnis des Porträts. Die Augen und Augenbrauen sind mit Glas eingelegt, das billig erscheint und nachlässig anstelle von kostbarerem Material wieder eingesetzt wurde. Die Einschnitte in der Verzierung der Perücke und des Torsos sowie die Inschrift waren teilweise mit Rückständen von Zement gefüllt. Letztlich waren Reihen von kleinen Nagellöchern über den Körper verteilt, die bewiesen, dass der ganze Sarg einst beidseitig, innen und außen, mit Goldblatt überzogen und im Rishi-Stil geschmückt war – mit Ausnahme des Gesichts. Nach Winlocks Ansicht besaß dieser Sarg offensichtlich einmal Pracht und Reichtum, die mit dem des äußeren Sarges von Tutenchamun vergleichbar wären. Der innere Sarg mit der Mumie, obwohl viel kleiner, war beinahe ebenso üppig dekoriert. Am Kopf wurde ein Zapfenloch gefunden, das einst den goldenen Geierkopf der Krone getragen haben musste. Über den ganzen Körper waren Reihen von Nagellöchern, die anzeigten, dass der ganze Sarg einst mit Goldblatt belegt war, das einst ziseliert gewesen sein muss mit dem Federmuster, das noch ein wenig auf dem Holz zu erkennen war. Von diesem Reichtum war nichts mehr vorhanden. Anstelle des Geierkopfes war ein Uräus gemalt, die Perücke war blau und Gesicht gelb bemalt. Ein blau und gelber Kragen war auf die Brust gemalt. Genau über dem Federmuster war in der Mitte von oben bis unten die Inschrift von dem großen Sarg kopiert und der Sarg selber mit rot gewaschen worden.
Bereits in der Krypta hatte Winlock einige Hinweise bemerkt, die zeigten, dass die Särge ihres Reichtums beraubt und danach wieder aufgearbeitet worden waren. Als die Beraubung des Grabes entdeckt wurde, scheint man alles Erdenkliche getan zu haben, um den Schaden zu vertuschen. Die Särge wurden gereinigt und neu bemalt. Als die Mumie erneut darin verschlossen war, hatte man sogar die kleinen Opferschalen und dem Blätterkrank an das Fußende des Sarkophags gelegt. Den Zeitpunkt als die Wiederbestattung geschah, hatte man auf einem Zettel(Docket) über die Brust der Mumie in hieratischer Schrift vermerkt: „19. Jahr, 3. Monat der Winterzeit, 28. Tag. An diesem Tag Prüfung der Frau des Königs Merietamun“.
Lange Zeit wusste niemand, was das 19. Jahr bedeutete. Als jedoch die Mumie aus ihren "neuen", sauberen Bandagen ausgewickelt wurde, fand Winlock einige davon markiert mit: „Leinen, hergestellt von dem Hohen Priester Amuns, Masa’haret, wahre Stimme, für seinen Vater Amun, im Jahr 18.“ Da Masaharet Hoher Priester unter der Regierungszeit von König Pinodjem ca. 1054–1032 v. Chr. gewesen war, wurde klar, dass die Mumie von Meryetamun im 19. Jahr von dessen Regierung erneut bestattet worden war. Winlock und seine Mitarbeiter hatten sich beim Auswickeln der Mumie genaue Notizen gemacht, so dass das erneute Bandagieren gut vonstattenging und sie dafür einen Vormittag benötigten. Sie benutzten die alten Leinenbinden, die inzwischen ziemlich brüchig waren.
Als Winlock den letzten Abfall aus dem Grab räumen ließ, fanden sie im unvollendeten Korridor links von dem tiefen Schacht ein Häufchen Lumpen. Als er diese näher untersuchte, stellte sich heraus, dass es sich um Bandagen handelte, die von einer Mumie herrührten. Unter diesen fanden sie eine mit der Inschrift „Des Gottes Ehefrau, des Königs Ehefrau, Meryetamun, Geliebte Amuns. Sie möge leben!“ Dies waren offensichtlich die Original-Bandagen, welche die Diebe von der Mumie Meryetamuns gerissen hatten.
Außerdem war aus dem Hinterzimmer alles Mögliche in den Schacht gefegt worden und lag noch dort in der Tiefe.
Neben Fragmenten von Möbeln enthielt dieser Haufen Teile eines enorm großen hölzernen Sarges, der mit weißem Gips (Gesso) überzogen war. Andere Teile des gleichen Sarges waren bereits im Korridor und im Eingangsschacht gefunden worden. Als die zusammengesetzt wurden, stellten sie fest, dass er groß genug war, um den großen Sarg von Meryetamun aufzunehmen. Anscheinend war ein dritter, äußerer Sarg so stark von den Dieben beschädigt worden, dass sie in einfach außer Sicht gefegt haben, als die Mumie restauriert wurde. Außerdem fanden sie den fehlenden Geierkopf aus der Königskrone.
Aus diesen Funden ergab sich, dass Meryetamun hier in diesem Grab beraubt wurde, denn es war sehr unwahrscheinlich, dass die Beamten der Nekropole Reste ihrer abgerissenen Bandagierung oder ihres demolierten Sarges aus einem früheren Grab mit hierher gebracht hatten. Auch ließ sich bei genauester Untersuchung der Abfälle aus dem Grab kein Hinweis auf einen früheren Grabinhaber finden. Nun waren alle Zweifel beseitigt: Das Grab war mit einer Ziegelwand verschlossen worden, die später für die Sarkophage von Nany wieder aufgebrochen und nur roh neu geschlossen wurde.
Da Meryetamun eine ägyptische Königin war, sollte ihre Mumie nach Kairo gebracht werden, denn das Museum hatte kürzlich entschieden, dass königliche Körper nicht den Blicken von Neugierigen ausgesetzt werden sollten. Die Särge gingen ebenfalls an das Ägyptische Museum in Kairo:
Fragments of wooden sarcophagus, in Cairo, Egyptian Museum, JE 55170.
Outer coffin, fragments, in Cairo, Egyptian Museum, JE 55171
Middle coffin, in Cairo, Egyptian Museum, JE 53140.
Inner coffin, in Cairo, Egyptian Museum, JE 53141

#### Hinweis auf Verwechselungsgefahr
Es gibt eine weitere Meritamun, die die älteste Tochter von Nefertari und Ramses II. war. Nach dem Tod ihrer Mutter hat Ramses II. sie geheiratet. Sie wurde im Tal der Königinnen im Grab QV68 beigesetzt. Von ihr gibt es eine Statue im Freilichtmuseum von Achmim in der Nähe von Sohag.
In der Cachette von Deir el-Bahari (DB320) wurde 1881 eine Mumie gefunden, die Gaston Maspero am 30. Juni 1886 auswickelte und als Ahmose Meritamun deklarierte.

## Direktor des Metropolitan Museum of Art
Die Weltwirtschaftskrise von 1929 hatte auch Auswirkungen auf die Expedition und die zur Verfügung stehenden Finanzmittel wurden zusehends spärlicher. Als Winlock 1932 angeboten wurde, Direktor des Metropolitan Museum zu werden, nahm er schweren Herzens die Stelle an, obwohl er ein Mann für die Feldarbeit war. Zusätzlich übte er das Amt des Kurators der Ägyptischen Abteilung des Museums aus. 1937 erlitt er einen Schlaganfall, als er die Treppen im Museum hinabstieg, von dem er sich nie völlig erholte. Er versah jedoch noch zwei weitere Jahre sein Amt und zelebrierte 1938 die Eröffnung der Zweigstelle des Museums „The Cloisters“, das James Rorimer, (sein Nachfolger) geplant hatte. Seine Stelle gab er 1939 auf, blieb jedoch bis zu seinem Tode Direktor Emeritus.
Während eines Urlaubs in Florida erlitt er einen Herzanfall, an dem er 26. Januar 1950 in Venice verstarb. Winlock wurde auf dem Nationalfriedhof Arlington beigesetzt.
Mit James Henry Breasted in Chicago und George Andrew Reisner in Boston gehörte Herbert Eustis Winlock zu den großen amerikanischen Pionieren der Ägyptologie zu Beginn des 20. Jahrhunderts.

## Mitgliedschaften
1939 wurde Winlock in die American Philosophical Society und 1944 in die American Academy of Arts and Sciences gewählt.

## Veröffentlichungen (Auswahl)
- Mit Arthur C. Mace: The Tomb of Senebtisi at Lisht (= Publications of the Metropolitan Museum of Art. Egyptian Expedition. Band 1, ZDB-ID 275440-x). Metropolitan Museum of Art, New York (NY) 1916 (online).
- The Monastery of Epiphanius at Thebes. Teil 1: H. E. Winlock: The archaeological material. Walter Ewing Crum: The literary material (= Publications of the Metropolitan Museum of Art. Egyptian Expedition. Band 3). Metropolitan Museum of Art, New York (NY) 1926.
- The Temple of Ramesses I at Abydos (= Metropolitan Museum of Art. Papers 5, ZDB-ID 998701-0). Metropolitan Museum of Art, New York 1937.
- The Temple of Hibis in El Khargeh Oasis. Teil 1: The Excavations (= Publications of the Metropolitan Museum of Art. Egyptian Expedition. Band 13). With plans and drawings by Lindsley F. Hall, Walter Hauser, William J. Palmer-Jones and Gouverneur M. Peek. Metropolitan Museum of Art, New York (NY) 1941.
- Materials used at the embalming of King Tūt-ʼAnkh-Amūn (= Metropolitan Museum of Art. Papers 10). Metropolitan Museum of Art, New York 1941 (Reprinted with minor Revisions as: Materials Used at the Embalming of King Tutankhamun. In: Tutankhamun's Funeral. Metropolitan Museum of Art u. a., New York (NY) u. a. 2010, ISBN 978-0-300-16735-1).
- Excavations at Deir el Bahri, 1911-1931. Macmillan, New York (NY) 1942.
- The Slain Soldiers of Neb-Ḥepet-Rēʿ Mentu-Ḥopte (= Publications of the Metropolitan Museum of Art. Egyptian Expedition. Band 16). Metropolitan Museum of Art, New York (NY) 1945.
- The Rise and Fall of the Middle Kingdom at Thebes. Macmillan, New York( N)Y u. a. 1947.
- The Treasure of three Egyptian Princesses. Metropolitan Museum of Art, New York (NY) 1948.
- Models of daily Life in Ancient Egypt. From the Tomb of Meket-Rēʿ at Thebes (= Publications of the Metropolitan Museum of Art. Egyptian Expedition. Band 18). Metropolitan Museum of Art u. a., New York (NY) u. a. 1955.
- Weitere Veröffentlichungen in Fachzeitschriften (Auswahl).